# Ringtheaterbrand

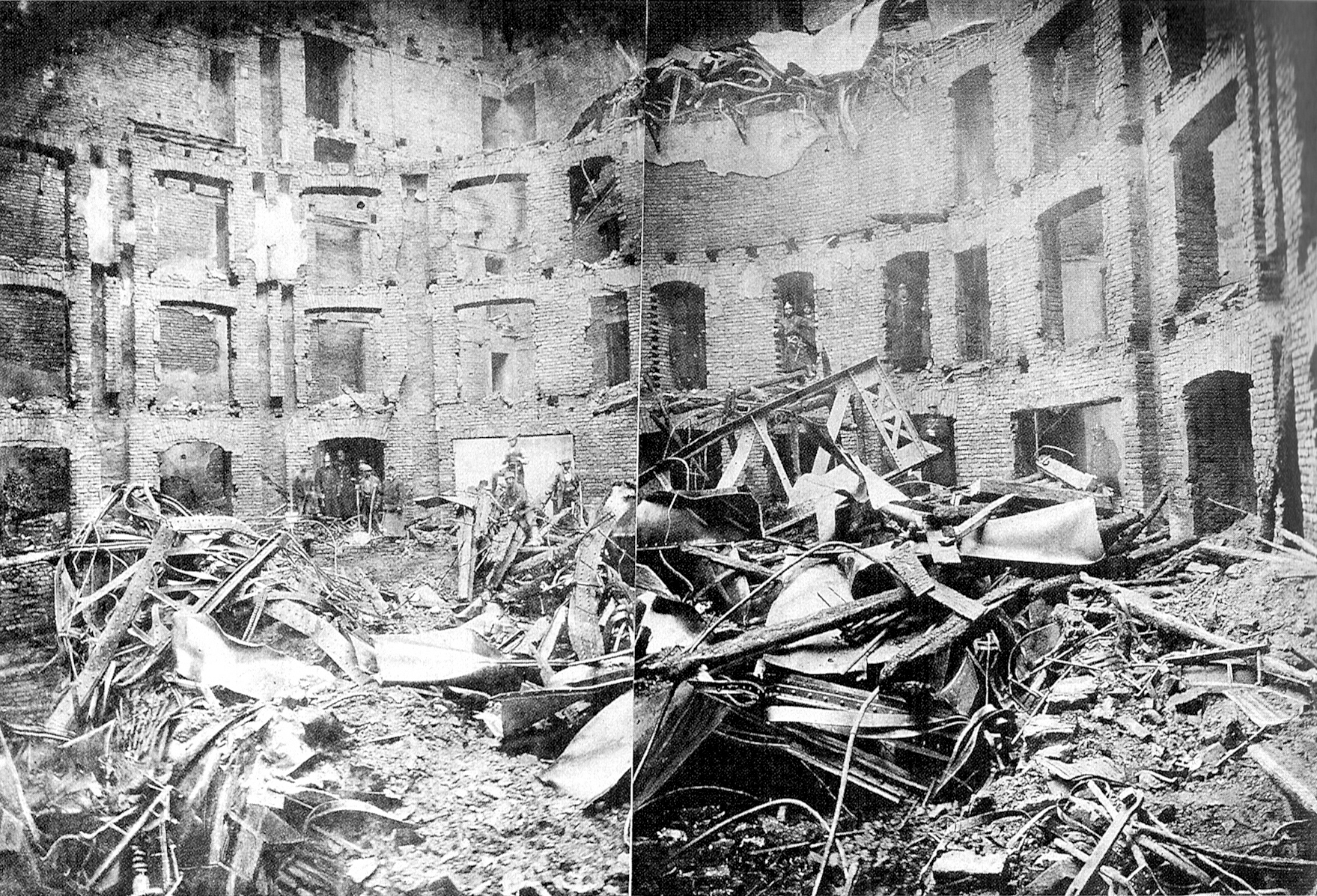
Ruine des Ringtheaters nach dem Brand

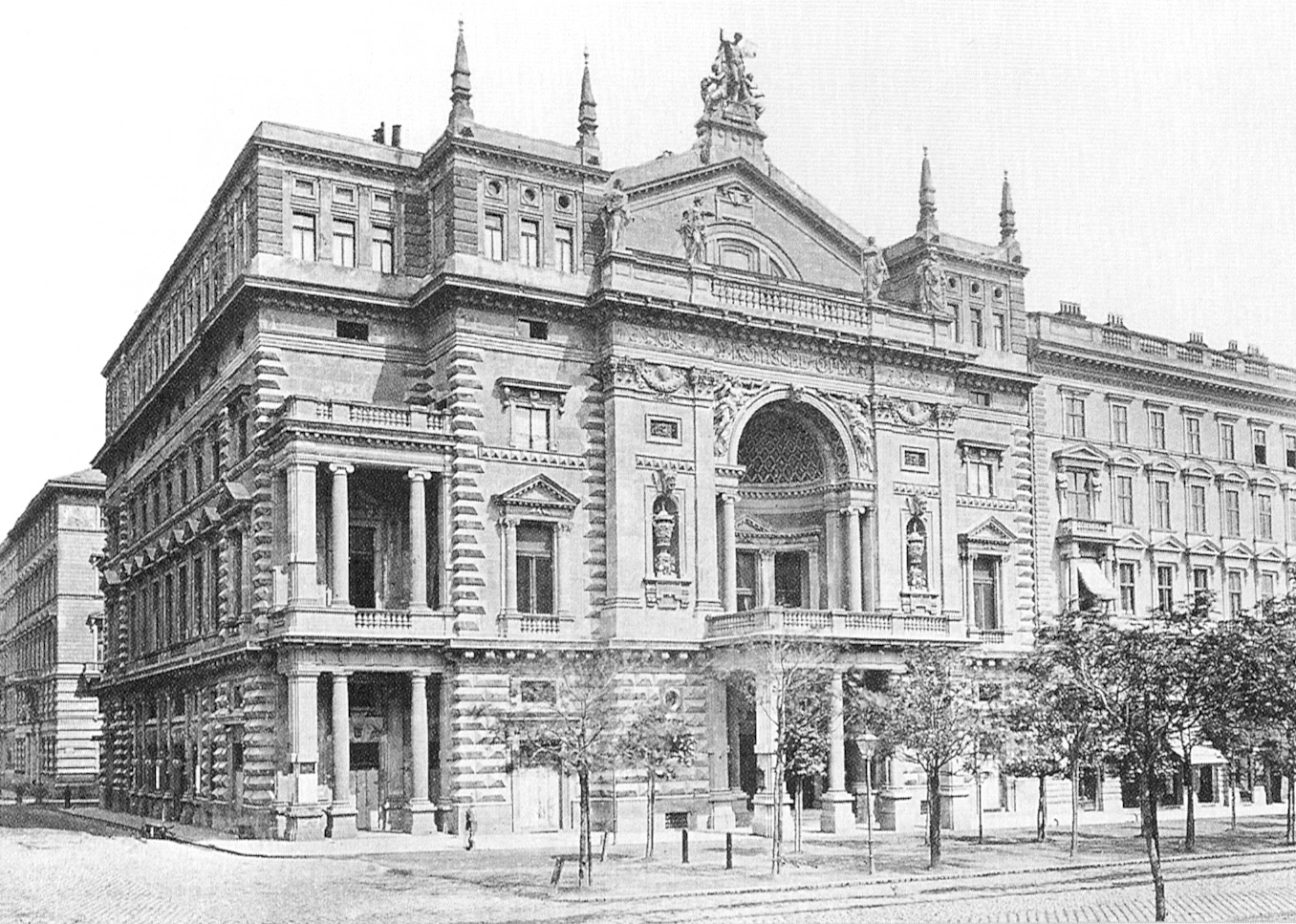
Ringtheater vor dem Brand

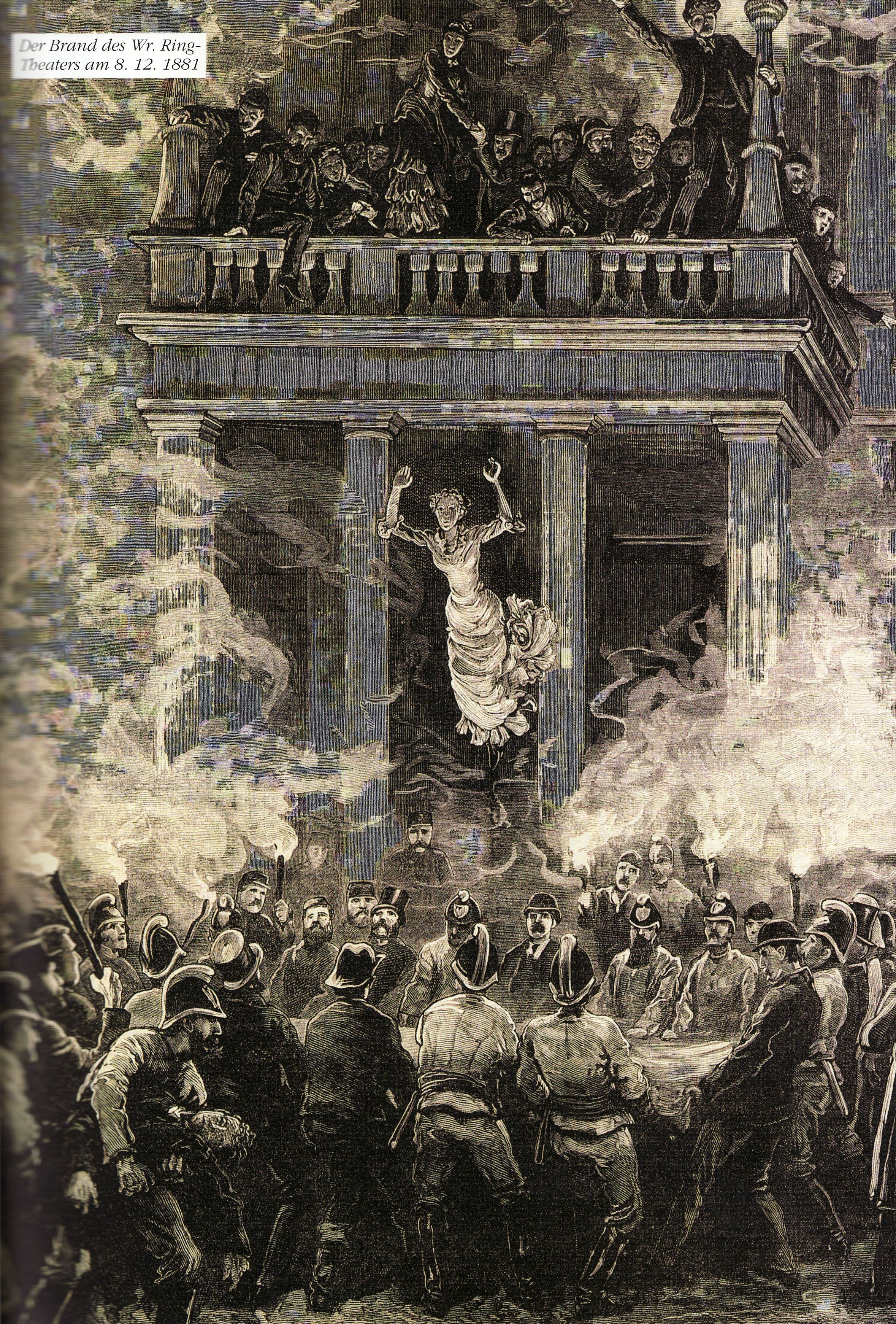
Darstellung von Karl Pippich

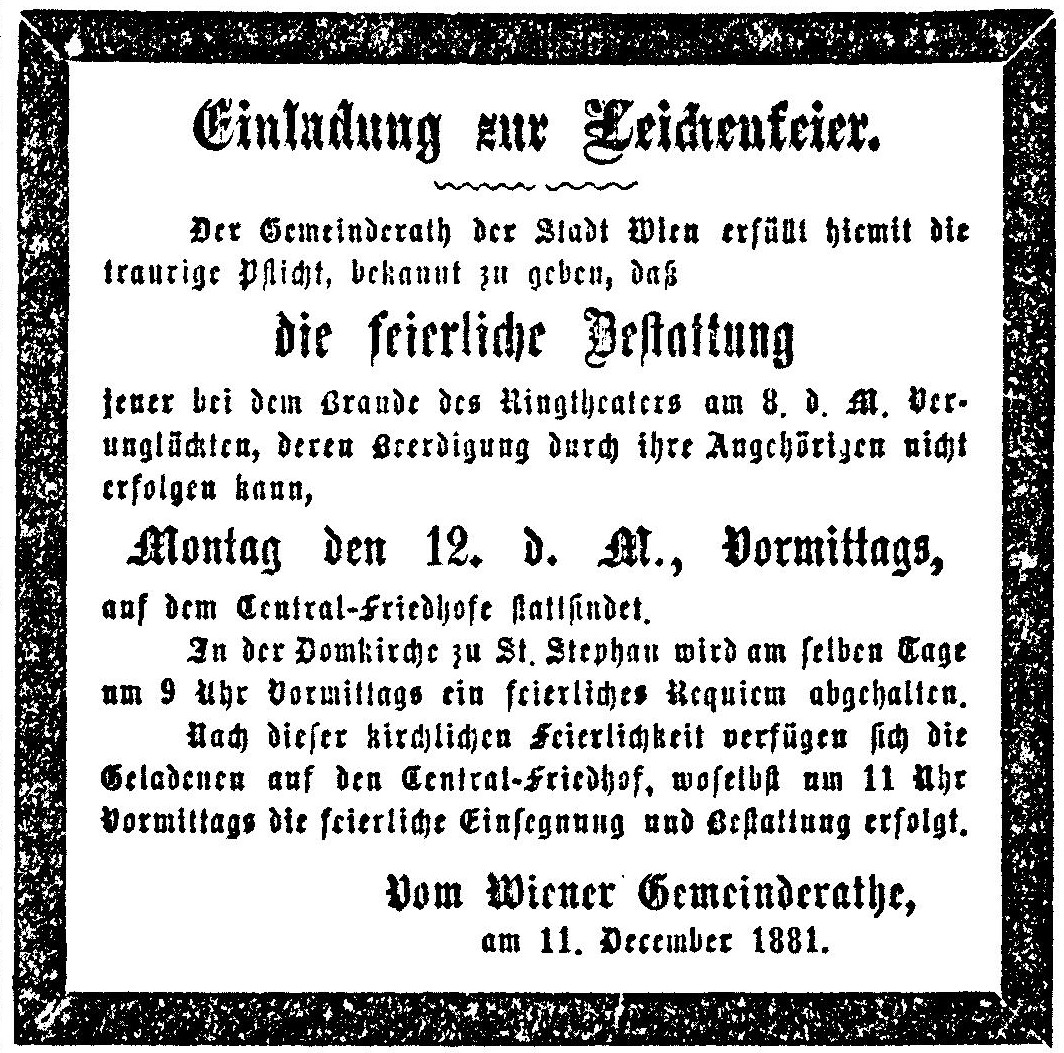
Einladung zur offiziellen Trauerfeier der Stadt Wien

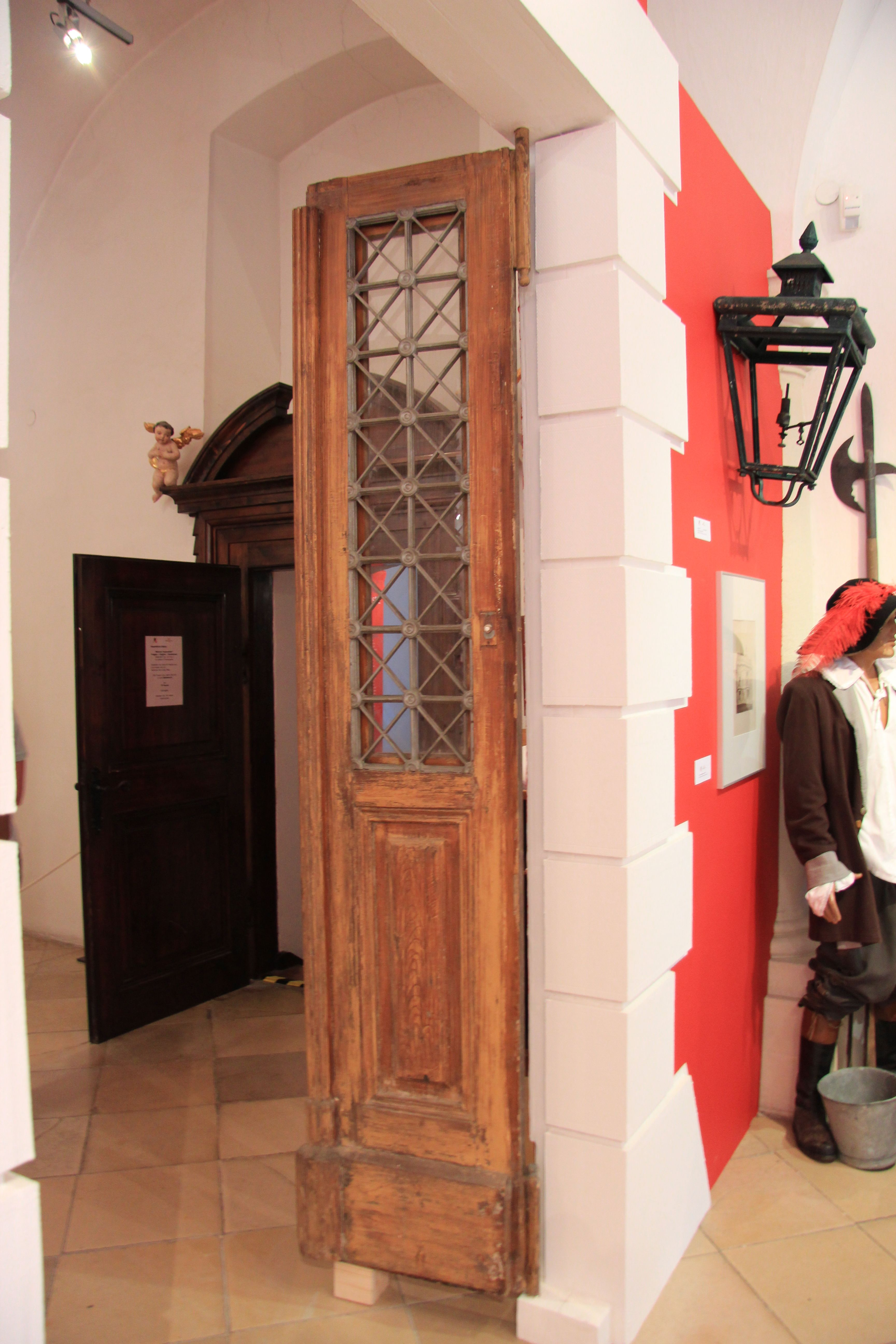
Verbliebene Tür des Ringtheaters bei einer Feuerwehrausstellung im Stift Geras

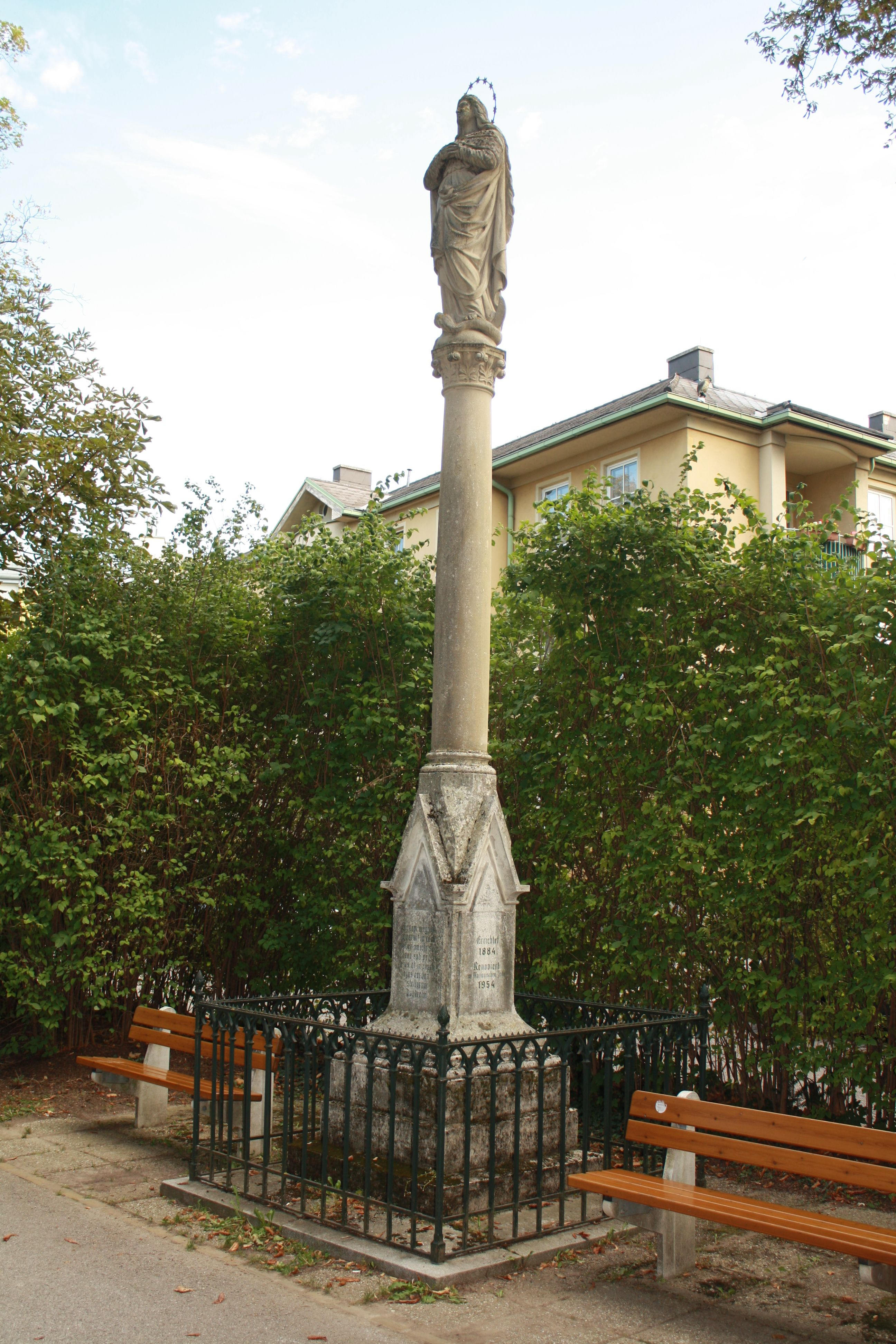
Immakulatafigur, in Baden bei Wien (Weilburgstraße, 2500 Baden) 1884 gesetzt auf eine Säule des an Mariä Empfängnis zerstörten Ringtheaters

Der Ringtheaterbrand in Wien am 8. Dezember 1881 war eine der größten Brandkatastrophen des 19. Jahrhunderts in Österreich-Ungarn. Die Zahl der Todesopfer betrug nach offiziellen Angaben 384; Schätzungen gingen von noch mehr Toten aus. Ludwig Eisenberg schreibt von nahezu 1000 Toten.

## Ursache und Ablauf
An jenem Abend wurde im Ringtheater, Schottenring 7, das am 17. Jänner 1874 als Komische Oper Wien eröffnet worden war, Jacques Offenbachs Hoffmanns Erzählungen gegeben. Als die Besucher für den Vorstellungsbeginn um 19 Uhr ihre Plätze einnahmen, wurde hinter der Bühne bei fünf Schaukästen die Gasbeleuchtung entzündet. Durch Versagen der elektropneumatischen Zündvorrichtungen strömte Gas aus, welches beim nächsten Zündversuch explodierte. Das entstandene Feuer sprang auf die Prospektzüge über, bevor es sich rasch über den Rest der Bühne und schließlich im Zuschauerraum ausbreitete. Eine vorhandene Drahtkurtine (Vorläufer des eisernen Vorhangs, s. u.) wurde nicht geschlossen.
Erst eine halbe Stunde später versuchten Feuerwehrleute die Zuschauer zu retten, erschwert durch grundlegende Probleme: Die aus Öllampen bestehende Notbeleuchtung soll nicht gebrannt haben, da – aus Geldmangel – die Lampen nur für Überprüfungen gefüllt worden sein sollen. Außerdem öffneten sich die Notausgänge nur nach innen, was die flüchtenden Besucher hinderte, das Gebäude rechtzeitig zu verlassen. Ein durch ein seitliches Fenster einströmender Luftzug fachte das Feuer weiter an. Aufgrund einer Fehleinschätzung der Lage hielt die Polizei im Theatervorraum Helfer mit dem Hinweis „Alles gerettet!“ von weiteren Rettungsversuchen ab.
Unter den Toten befand sich Ladislaus Vetsera (* 1865), ein Bruder von Mary Vetsera und der erst 15-jährige David Coschell, Bruder des Malers Moritz Coschell.
Zur Identifizierung der Leichen wurde erstmals die Methode einer Identifizierung anhand der Zahnstellung praktiziert und damit eine Grundlage für die später renommierte „Wiener Schule der Kriminalistik“ gelegt. Es war ein Einstieg in die forensische Zahnmedizin.
Im rechts an das Ringtheater angrenzenden Gebäude (ehemaliges Eckhaus Schottenring/Heßgasse) wohnte seit 1877 Anton Bruckner. Er besaß Karten für die todbringende Vorstellung, blieb jedoch wegen Unpässlichkeit zu Hause.

## Folgen
Als spontane Reaktion auf den Brand wurde die Wiener Freiwillige Rettungsgesellschaft gegründet. Der Brand hatte innerstaatliche wie internationale Auswirkungen auf den vorbeugenden Brandschutz vor allem im Theaterbereich und die entsprechenden gesetzlichen Bestimmungen für den Theaterbau in Österreich. So wurde beispielsweise der Eiserne Vorhang zur Trennung der Bühne vom Zuschauerraum eingeführt, und die Dekorationen mussten ab diesem Zeitpunkt imprägniert werden. Die größeren Theater wurden verpflichtet, an jeder Vorstellung einen uniformierten Sicherheitsbeamten teilnehmen zu lassen, der im Brandfall die nötigen Anordnungen zur Lenkung der großen Menschenmenge zu treffen hatte. Er hatte bis zum Abgang des letzten Zuschauers im Theater zu verbleiben. Die Regelung gilt bis heute.
Vom 24. April bis zum 17. Mai 1882 fand der sogenannte Ringtheater-Prozess statt. Alle angeklagten städtischen Funktionäre wurden freigesprochen, während drei Theatermitarbeiter (Theaterintendant Franz von Jauner, Josef Nitsche und Franz Geringer) zu Freiheitsstrafen zwischen vier und acht Monaten sowie teilweiser Schadenersatzzahlung verurteilt wurden. Nach Ansicht des Gerichts hatten sie eine gegenseitige Kontrolle sowie die Anbringung von Notöllampen unterlassen und die Drahtkurtine fehlerhaft bedient. Franz von Jauner wurde durch kaiserlichen Gnadenerlass nach nur einigen Wochen Gefängnisaufenthalt entlassen.
1829 hatte Wien die erste, 30 Paragraphen umfassende Bauordnung erhalten. Diese wurde 1859 und 1868 durch eine neue Bauordnung abgelöst. Die den Ringtheaterbrand berücksichtigende Bauordnung für Wien von 1883, ein niederösterreichisches Landesgesetz, war bis über die Mitte des 20. Jahrhunderts gültig. Darin enthalten war unter anderem die heute noch gültige Vorgabe, dass sich die Türen in öffentlichen Gebäuden stets nach außen zu öffnen haben.
Aus Betroffenheit wurde auf dem Bauplatz des niedergebrannten Theaters aus privaten Mitteln des Kaisers Franz Joseph das so genannte Sühnhaus errichtet, zu dessen ersten Mietern Sigmund Freud zählte. Die Mieteinnahmen dieses Zinshauses flossen karitativen Zwecken zu.
Das Gebäude wurde 1945 bei Kriegsende schwer beschädigt und musste 1951 abgetragen werden. Heute steht auf dem Areal das Amtsgebäude der Landespolizeidirektion Wien. An dessen Fassade befindet sich eine Gedenktafel, welche an das Unglück erinnert. 
Zwei der Säulen des Ringtheaters wurden später in der Basilika von Kaisermühlen verbaut. Der verkohlte Kopf einer Ringtheatertoten wird bis heute im Wiener Kriminalmuseum ausgestellt.
Der Prozess gegen die Verantwortlichen des Brandes wurde literarisch in den 1960er Jahren von Helmut Qualtinger und Carl Merz unter dem Titel Anatomie einer Katastrophe beschrieben. Verfilmt wurde der Text unter dem Titel „Alles gerettet. Der Ringtheaterprozeß“.
Das „singende Quartett“, vier Attikafiguren, die die vier Stimmlagen des Gesanges darstellen, überstanden das Inferno nahezu unversehrt. Sie wurden von Max Schmidt, dem letzten Besitzer des Schlosses Pötzleinsdorf, 1882 erworben und im Pötzleinsdorfer Schlosspark aufgestellt.

## Filmische Bearbeitungen
- Sehr frei basiert der Kinofilm „Operette“ von 1940 auf der Biografie von Franz von Jauner, gespielt von Willi Forst. Im Film werden auch der Ringtheaterbrand und dessen Folgen für den Theaterdirektor flüchtig thematisiert.[18]
- Der Fernsehfilm „Alles gerettet!“ (ORF,  1963), basierend auf der gleichnamigen Buchvorlage der Autoren Carl Merz und Helmut Qualtinger, stellt den Ringtheaterprozess mit vielen bekannten Schauspielern wie Paul Hörbiger, Attila Hörbiger und Robert Lindner (als Direktor Jauner) nach.[19]
- Mit dem Brand und der weiteren Geschichte der Adresse Schottenring 7 befasst sich der essayistische Dokumentarfilm „Sühnhaus“[20][21][22] der Wiener Filmemacherin und Journalistin Maya McKechneay. Der Film wurde 2016 bei der Viennale[23] uraufgeführt und 2017 bei der Diagonale gezeigt.[24]
- In der TV-Doku-Serie „Grätzlgschichten, Schauplätze mit historischem Hintergrund“ (KURIER TV, 2022) widmet sich die Historikerin, Journalistin und Moderatorin Sabine Claudia Tanner dem Ringtheaterbrand von 1881, Sie begibt sich auf Spurensuche in Wien und zeigt, wo es heute noch Erinnerungsorte an das einstige Theater in der Stadt gibt. Im 1. Teil zeigt Tanner den ehemaligen Standort des Theaters an der Ringstraße (heute Landespolizeidirektion Wien), das „Singende Quartett“ im Pötzleinsdorfer Schlosspark und das Ehrengrab am Zentralfriedhof.[25]